# LVCI – Paesiello bis Cavalli
Die LVCI – Paesiello bis Cavalli waren Dampflokomotiven der Lombardisch-venetianischen und central-italienischen Eisenbahn-Gesellschaft (LVCI), einer privaten Bahngesellschaft Österreich-Ungarns.
Die zwölf Lokomotiven wurden von Köchlin 1858 an die LVCI geliefert.
Sie waren ähnlich den LVCI 51–60.
Sie erhielten die Namen PAISIELLO, ARIOSTO, TASSO, PETRARCA, RAFFAELO, MICHELANGELO, GIOTTO, CIMABUE, BRAMANTE, TORRICELLI, ORIANI und CAVALLI sowie die Betriebsnummern 79–90.
Die Südbahngesellschaft (SB) übernahm zehn dieser Loks in ihren Bestand als Reihe 5.
Die ARIOSTO und die RAFFAELO verblieben bei der LVCI, wurden SFAI 381–382, RM 2019–2020 und sogar FS 1181–1182.
Die SB setzte ihre Maschinen zunächst auf den ehemaligen Strecken der Tiroler Staatsbahn ein, verwendete sie aber ab 1885 im Wiener Nahverkehr.
Die zehn Loks wurden von 1896 bis 1898 ausgemustert.